# Classe Audaz
Classe Audaz também chamada de Classe Voluntários foi uma classe de rebocadores de porto, que serviram a Marinha do Brasil a partir de 1953.

## Origem
Originária da Holanda o navio padrão foi o Rb Audaz (R-31). Os bacos desta classe forma construídos pelo estaleiro Holland Nautic, da cidade de Haarlem.

## Lista de Navios
- Rb Audaz (R-31)
- Rb Centauro (R-32)
- Rb Guarani (R-33)
- Rb Lamego (R-34)
- Rb Passo da Patria (R-35)
- Rb Voluntario (R-36)

## Características
- Deslocamento: 130 ton (padrão), 220 ton (plena carga)
- Comprimento: 27,6 m
- Boca: 7,3 m
- Calado: 3,1 m
- Pontal: 3,6 m
- Velocidade: 11 nós
- Motorização: motor diesel Wormag com 765 hp
- Armamento: desarmado
- Tripulação: 12 homens